# Семёнов, Валерий Борисович
Валерий Борисович Семёнов (17 мая 1941, Ленинград, Российская СФСР, СССР — 25 марта 2018, Черновцы, Украина) — советский футболист, выступал на позициях полузащитника и нападающего. Являлся одним из рекордсменов черновицкой «Буковины» по количеству проведённых матчей (первый футболист, который достиг отметок 300 и 400 матчей).

## Биография
Футболом начал заниматься в Черновцах, в которые переехал в 1948 году. В командах мастеров дебютировал в 1961 году в черновицком «Авангарде» в классе «Б» союзного чемпионата (Первая лига СССР). В 1965 году был приглашён в николаевский «Судостроитель», в составе которого сыграл 38 матчей (4 гола) в чемпионате и 2 кубковых поединка.
В 1966 году перешел в «Днепр» (Кременчуг), в составе которого стал бронзовым призёром чемпионата УССР. В составе «кременчужан» провёл 45 матчей (14 голов) во всех турнирах. В 1967 году вернулся в состав «Буковины» («Авангарда»), где на долгие годы закрепился в команде. Также с черновицкой командой становился серебряным призёром чемпионата УССР (1968).
Всего за «Буковину» провёл 429 матчей и забил 62 мяча во всех официальных турнирах, а за всю карьеру игрока Валерий Борисович сыграл 514 официальных матчей, в которых забил 80 голов. С 1997 года работал в ДЮСШ «Буковина» в качестве детского тренера.
Ушёл из жизни 28 марта 2018 года. В ноябре того же года был проведен футзальный турнир памяти Валерия Борисовича

## Достижения
- Серебряный призёр чемпионата УССР (1): 1968
- Бронзовый призёр чемпионата УССР (1): 1967